# تیوو ست
تیوُو سَت (به ایتالیایی: Tivù Sat) یک پلتفورم تلویزیون ماهواره‌ای از نوع رایگان است که از سال ۲۰۰۹ با همکاری رادیوتلویزیون ایتالیا و مدیاست و همچنین تلکام ایتالیا آغازبه‌کار نمود و تا امروز فعال است. محدوده زیر پوشش آن کشور ایتالیا به همراه واتیکان و سان‌مارینو می‌باشد.